# Medinyà
Medinyà – miejscowość w Hiszpanii, w Katalonii, w prowincji Girona, w comarce Gironès, w gminie Sant Julià de Ramis.
Według danych INE z 2005 roku miejscowość zamieszkiwały 853 osoby.